# 维权律师
维权律师（英語：Weiquan lawyers, rights protection lawyers）指一群在中华人民共和国以法律訴訟來维护中华人民共和国公民之公共利益、憲法及公民權利的法律职业者、法律學者、或法律行動者（包括有法学教育訓練但未取得中国律师资格者）。在中国大陆改革開放的背景之下，雖然律師的數量有大幅成長，但维权律师佔中国律師的比例相當少。维权律师面臨許多在個人、經濟及职业的風險。维权律师中的赤腳律師還推行法律的平民教育。
部分維權律師採取務實的訴訟態度，不參與官方色彩的案件、不問政治；而也有維權律師群体採較激进的法律改革及政治體制改革立場，其中不乏知名民主人士，而部分因而被刁難。這些维权律师中亦有专门维护當事人人权的律师，在中國大陆被称为「人权律师」。

## 中國大陸刑法修正草案事件
2015年7月初中國大陸刑法修正草案暫時擱置，中國大陸各地維權律師雖為擱置情況，但對未來不報樂觀的態度。中國大陸維權律師王宇認為，刑法修正草案未依照國際標準，讓律師在刑事辯護上有豁免權，不論是中國死磕派律師、人權律師还是其他律師都會受到影響。
北京市朝陽區律師協會於2015年7月8日向全國人大常委寄出快件，建議「拿掉」《刑法修正案（九）（草案）》二次審議稿中頗有爭議的第35條，同時暫緩增補第36條。律師團指出第35條的入罪主體有4類訴訟參與人，正視目前法律現實，此條款更可能成為辯護人量訂做，「應當」的爭議也有可能構成入罪理由；第36條應增加但書，「但律師在履行代理或辯護職責的除外。」，以此作為律師職業保護的平衡條款。
刑九草案二審稿第35條擬在現行刑法第308條增加如下內容：司法工作人員、辯護人、訴訟代理人或者其他訴訟參與人，洩露依法不公開審理的案件中不應當公開的資訊，造成資訊公開傳播或者其他嚴重後果的，處三年以下有期徒刑、拘役或者管制，並處或者單處罰金。
刑九草案二審稿的第36條，為擬在刑法第309條擾亂法庭秩序罪中，增加兩項適用規定：侮辱、誹謗、威脅司法工作人員或者訴訟參與人，不聽法庭制止，嚴重擾亂法庭秩序的；有其他擾亂法庭秩序行為，情節嚴重的。
經過律師投書媒體呼籲後，在2015年7月10日凌晨開始48小時內，中國當局大規模逮捕中國的維權律師、人權捍衛者。目前已超過57位維權律師、人權律師被逮捕、失蹤、限制人身自由、約談，且數字仍在攀升中。
維權网11日也正式向聯合國、各國際人權機構、各國政府及全世界各地人權捍衛者發出緊急呼籲，懇請各界關注中國這一嚴重人道災難和人權危機，並立即給予救援。從目前情況來看，全國各地被約談的基本都涉及王宇律師、周世鋒律師以及所在的北京鋒銳律師事務所以及屠夫案。

### 被当局控制的維權人士
目前有18名律師被警方強行帶走或失蹤，包括北京王宇律師、北京周世鋒律師、北京李姝雲律師、北京李和平律師、廣西覃永沛律師、廣東隋牧青律師、北京劉曉原律師，河南常伯陽律師、甘肅李大偉律師、河北李威達律師、廣西南寧覃永沛律師、湖南謝陽律師、胡林政律師 河北李威達律師、北京王全章(王全璋)律師、北京黃力群律師、上海秦雷律師、湖南羅茜律師。
此外，有10位律所工作人員、人權捍衛者被抓捕或失蹤，包括鋒銳所會計王方、行政劉四新、司機周慶，李和平律師助理趙威、望雲和尚在成都被抓後帶往機場、天津戈平被抓、北京基督教家庭教會聖愛團契的胡石根長老、劉永平（網名老木）被抓，李發旺週六清晨4點多被帶走、湖南魏得豐被帶走。
截至2015年7月11日，目前有29位律師被短期限制人身自由、傳喚、要求約談，包括北京江天勇律師，北京張凱律師、山東張維玉律師、山東劉衛國律師、河南常伯陽律師、河南任全牛律師、河南姬來松律師、河南孟猛律師、河南馬連順律師、上海張 雪忠律師、上海李天天律師、重慶游飛翥律師、重慶付劍波律師、湖南王海軍律師、湖南郭雄偉律師、湖南呂芳芝律師、湖南文東海律師、湖南楊金柱律師、湖南陳 南石律師、甘肅蔣永繼律師、浙江王成律師、雲南曾維昶律師、雲南劉文華律師、福建鄒麗惠律師、黑龍江王秋實律師、上海薛榮民律師、上海秦雷律師、上海鐘穎 律師、廣東孫世華律師、傳喚詢問主要圍繞王宇及鋒銳律師事務所。
但是，2015年7月11日，新华网在网站醒目位置发布题为《揭开“维权”事件的黑幕——公安部指挥摧毁一个以北京锋锐律师事务所为平台，“维权”律师、推手、“访民”相互勾连、滋事扰序的涉嫌重大犯罪团伙》的报道，称公安部已经摧毁了以北京锋锐律师事务所为平台的“重大犯罪团伙”，并称维权人士“严重扰乱社会秩序”，“企图达到不可告人目的”。在中华人民共和国政府官媒的大量报道中，认为中国存在一些“律师”与上访者互相勾结，并组织以上访、闹事为职业的“职业访民”滋扰生事，扰乱法院和政府工作秩序，并以此对政府施压，以求自身问题的解决。同时还在法庭上辱骂法官，扰乱法庭秩序。而这些“维权律师”往往没有律师执照、不懂法律，只是协助上访者争取把事情扩大。而亦有指责认为官方媒体仅仅以逮捕这些所谓“律师”为掩护，大肆抓捕其他与之不相关联的维权律师。